# Peršaja Liha 1992-1993
La Peršaja Liha 1992-1993 è stata la 2ª edizione della seconda serie del campionato bielorusso di calcio. La stagione è iniziata il 2 agosto 1992 ed è terminata il 20 giugno 1993.

## Stagione

### Novità
Al termine della passata stagione, è salita in massima serie la Dinamo-2 Minsk (che si è staccata dalla società madre, per diventare Belarus Minsk). Nessuna formazione è retrocessa dalla Vyšėjšaja Liha 1992.
Lo Stankabudaŭnik Smarhon', inizialmente retrocesso, è stato in seguito ripescato a causa delle defezioni di Luč Minsk e Orbita Minsk. Oltre al ripescaggio dello Stankabudaŭnik Smarhon', sono state ammesse alla nuova stagione anche Smena Minsk, Al'bertin Slonim e ZLiN Homel'.
Le seguenti squadre hanno cambiato denominazione:
- Il Niva Samachvalavičy è diventato Niva-Trudov'e Rezervy Samachvalavičy
- Il Kolos Ust'e è stato rinominato, durante la pausa invernale, Kolos-Stroitel Ust'e
- Lo SKIF-RŠVSM Minsk è diventato AFViS-RŠVSM Minsk

### Formula
Le sedici squadre si affrontano due volte, per un totale di trenta giornate. La prima classificata, viene promossa in Vyšėjšaja Liha 1993-1994. Le ultime due, invece, retrocedono in Druhaja Liha.

## Classifica finale
|  | Pos. | Squadra                              | Pt | G  | V  | N  | P  | GF | GS | DR  |
|  | ---- | ------------------------------------ | -- | -- | -- | -- | -- | -- | -- | --- |
|  | 1.   | Šynnik Babrujsk                      | 50 | 30 | 11 | 8  | 1  | 69 | 19 | +50 |
|  | 2.   | Palesse Mazyr                        | 49 | 30 | 22 | 5  | 3  | 50 | 14 | +40 |
|  | 3.   | Sel'maš Mahilëŭ                      | 37 | 30 | 12 | 13 | 5  | 48 | 20 | +28 |
|  | 4.   | Chimik Svetlahorsk                   | 34 | 30 | 15 | 4  | 11 | 54 | 36 | +18 |
|  | 5.   | Kamunal'nik Pinsk                    | 34 | 30 | 15 | 4  | 11 | 52 | 40 | +12 |
|  | 6.   | ZLiN Homel'                          | 34 | 30 | 14 | 6  | 10 | 51 | 37 | +14 |
|  | 7.   | Al'bertin Slonim                     | 33 | 30 | 14 | 5  | 11 | 29 | 30 | -1  |
|  | 8.   | Smena Minsk                          | 30 | 30 | 12 | 6  | 12 | 42 | 50 | -8  |
|  | 9.   | Chimvalanko Hrodna                   | 30 | 30 | 11 | 8  | 11 | 31 | 32 | -1  |
|  | 10.  | Kolos-Stroitel Ust'e                 | 27 | 30 | 9  | 9  | 12 | 42 | 47 | -5  |
|  | 11.  | Niva-Trudov'e Rezervy Samachvalavičy | 27 | 30 | 9  | 9  | 12 | 29 | 49 | -20 |
|  | 12.  | Belarus Mar"ina Horka                | 26 | 30 | 10 | 6  | 14 | 37 | 42 | -5  |
|  | 13.  | AFViS-RŠVSM Minsk                    | 22 | 30 | 9  | 4  | 17 | 37 | 49 | -12 |
|  | 14.  | KIM Vicebsk-2                        | 19 | 30 | 6  | 7  | 17 | 29 | 44 | -15 |
|  | 15.  | Nëman Stoŭbcy                        | 15 | 30 | 5  | 5  | 20 | 23 | 65 | -42 |
|  | 16.  | Stankabudaŭnik Smarhon'              | 13 | 30 | 4  | 5  | 21 | 17 | 70 | -53 |

Legenda:
      Promossa in Vyšėjšaja Liha 1993-1994.
      Retrocessa nelle Druhaja Liha 1993-1994
Note:
Due punti a vittoria, uno a pareggio, zero a sconfitta.